# Дай мне знак
«Дай мне знак» — первый сольный альбом российской певицы «Леры Леры».

## Об альбоме
- Авторами песен являются Изольда Четха — тексты (автор практически всех композиций группы Quest Pistols) и Саша Чемеров — музыка (солист группы «Димна Суміш»).
- Альбом вышел 7 июля 2010 года на Украине[2]. На диске записано 12 разнохарактерных композиций.
- В России альбом вышел в декабре 2010 года. В него тоже вошли 12 композиций и бонус трек «Неприятно (RMX)».
- Альбом занял шестую строчку в рейтинге «Премия Русский ТОП 2010» в номинации «Альбом года»[3]
- Презентация альбома в России состоялась в Москве, в клубе «Икра» 20 ноября.

## Список композиций
| №   | Название                                 | Длительность |
| --- | ---------------------------------------- | ------------ |
| 1.  | «Медленные дни»                          | 3:42         |
| 2.  | «13-й февраль»                           | 3:31         |
| 3.  | «Неприятно»                              | 3:18         |
| 4.  | «До свидания»                            | 4:08         |
| 5.  | «Леди»                                   | 3:25         |
| 6.  | «Слёзы, слёзы»                           | 3:36         |
| 7.  | «Волчица»                                | 3:30         |
| 8.  | «Я тону»                                 | 3:44         |
| 9.  | «Дай мне знак»                           | 3:17         |
| 10. | «Танцы под дождём» (feat. Quest Pistols) | 3:18         |
| 11. | «Безопасный секс» (cover «Белки»)        | 3:29         |
| 12. | «Для друзей»                             | 3:25         |

Бонус трек (только в русском издании)
| №   | Название          | Длительность |
| --- | ----------------- | ------------ |
| 13. | «Неприятно (RMX)» | 3:16         |

## Видеоклипы с альбома «Дай мне знак»
1. «Волчица» (март 2010)
2. «Неприятно» (май 2010)
3. «Безопасный секс» (сентябрь 2010)

## Продвижение
Лера Лера продвигала альбом с помощью концертов и интервью в телепередачах. В 2010 году Лера Лера исполнила песню «Волчица» на «Big Love Show 2010» и на «MTV Open Air». В 2010 году Лера отправилась в гастрольный тур «Дай мне знак» по городам России и Украины в поддержку нового альбома. На три песни с альбома были сняты видеоклипы («Волчица», «Неприятно», «Безопасный секс»). Лера Лера исполнила песню «До свидания» в сериале «Ранетки» в последнем эпизоде своего пребывания в сериале. Песни «Неприятно» и «Леди» звучат в игре «LERALERA. Школа начинающей звезды», так же клип на песню «Безопасный секс» стал бонусом к игре. В 2011 году Лера исполнила песни «Безопасный секс» и «До свидания» на вечеринке журнала «OOPS» в клубе «POSH Friends». В 2011 году Лера Лера отправилась в тур «Лето, плавки, рок-н-ролл!» по лагерям России и Украины с группами Хаки и Нервы.

## Реакция критики
| Оценки критиков | Оценки критиков |
| Источник        | Оценка          |
| --------------- | --------------- |
| InterMedia      | [ 1 ]           |
| Musecube        | без оценки      |

По мнению Алексея Мажаева из InterMedia, «у Леры Козловой вокал несколько резковат», и её пение «вызывает несколько неуютное ощущение в тех песнях, которые не являются хитами и включены в пластинку для количества». Рецензент посчитал получившимися песни «Леди» и «Неприятно», а также припев песни «Слёзы, слёзы». Рецензентом был отмечен и заглавный трек альбома — «Дай мне знак», который по его мнению «получился вполне нежным, чувственным — и органичным».